# (22440) Bangsgaard
(22440) Bangsgaard  es un asteroide perteneciente al cinturón de asteroides, descubierto el 17 de mayo de 1996 por Adrián Galád y Alexander Pravda desde el Observatorio Astrofísico y Geofísico de Modra, en Eslovaquia.

## Designación y nombre
Designado inicialmente como 1996 KA. Más adelante fue nombrado por  Nicolai Bangsgaard (n. 1976) quien es un viajero y ciclista danés que pasó 1413 días pedaleando alrededor del mundo, visitando 53 países en seis continentes.

## Características orbitales
Bangsgaard orbita a una distancia media del Sol de 3,170 ua, pudiendo acercarse hasta 2,376 ua y alejarse hasta 3,964 ua. Tiene una excentricidad de 0,250 y una inclinación orbital de 11,724° grados. Emplea en completar una órbita alrededor del Sol 2061,29 días.
Los próximos acercamientos a la órbita de Júpiter ocurrirán el 26 de mayo de 2106, el 8 de febrero de 2117 y el 29 de junio de 2127.

## Características físicas
Su magnitud absoluta es 13,04. Tiene 13,242 km de diámetro. Su albedo se estima en 0,084.